# Vannes-sur-Cosson
Vannes-sur-Cosson è un comune francese di 616 abitanti situato nel dipartimento del Loiret nella regione del Centro-Valle della Loira.

## Società

### Evoluzione demografica
Abitanti censiti